# Dwayne O'Steen
Dwayne O'Steen (20 de dezembro de 1954 - 21 de setembro de 2001) foi um jogador profissional de futebol americano estadunidense.

## Carreira
O'Steen foi campeão da temporada de 1980 da National Football League jogando pelo Oakland Raiders.